# おちらと金曜日!
「おちらと金曜日!」は、山陰放送ラジオ（BSSラジオ）で2024年4月5日より放送されているラジオ番組。
放送時間は金曜13時から15時55分。
番組名の「おちらと」は、出雲地方の方言で「ゆっくりと」という意味。

## パーソナリティ
- 大田祐樹（BSSアナウンサー）
- 中岡みずえ

## タイムテーブル
13時台
- 13:00 オープニング
- 13:20 メモリーソングス
- 13:55 BSSニュース

14時台
- 14:00 天気予報
- 14:20 フジキのやっぱうちの子のもんだわ
- 14:40 駐在さんこんにちは
- 14:55 BSSニュース

15時台
- 15:00 天気予報
- 15:20 嗚呼懐かしき我が校歌
- 15:30 先本英司の暮らしオールアバウト
- 15:50 エンディング